# Spartansk omröstning
Spartansk omröstning var en form av demokratiskt tillvägagångssätt som applicerades i det antika Sparta, framför allt vid val. Det rent praktiska tillvägagångssättet var att en person avgjorde vilken kandidat som fick det kraftigaste bifallet, det vill säga väckte störst entusiasm.